# Estación Corral
Estación Corral är en ort i Mexiko.   Den ligger i kommunen Cajeme och delstaten Sonora, i den nordvästra delen av landet, 1 400 km nordväst om huvudstaden Mexico City. Estación Corral ligger 35 meter över havet och antalet invånare är 1 788.
Terrängen runt Estación Corral är platt. Runt Estación Corral är det ganska tätbefolkat, med 80 invånare per kvadratkilometer. Närmaste större samhälle är Ciudad Obregón, 16,0 km söder om Estación Corral. Trakten runt Estación Corral består till största delen av jordbruksmark.